# El podenco de la muerte y otras historias
El podenco de la muerte y otras historias (Título original en inglés: The Hound of Death and Other Stories) es un libro de relatos cortos de la escritora británica Agatha Christie, publicado originalmente en Reino Unido por Odhams Press en 1933. En España no fue publicado, pero todas las historias se recogieron con posterioridad en Testigo de cargo y Poirot infringe la ley.
El libro está compuesto por 12 relatos cortos, cuyo tema principal es lo sobrenatural. Fantasmas, espíritus, poseídos, enigmas del más allá se mezclan para erizar la piel del lector.

## Títulos de las historias
Los títulos de los relatos son:
- El podenco de la muerte (The Hound of Death)
- La señal roja (The Red Signal)
- El cuarto hombre (The Fourth Man)
- La gitana (The Gypsy)
- La lámpara (The Lamp)
- ¿Dónde está el testamento? (Wireless)
- Testigo de cargo (The Witness for the Prosecution)
- El misterio del jarrón azul (The Mystery of the Blue Jar)
- El extraño caso de Sir Arthur Carmichael (The Strange Case of Sir Arthur Carmichael)
- La llamada de las alas (The Call of Wings)
- La última sesión (The Last Seance)
- S.O.S. (S.O.S.)